# Israelitischer Lehrerbote
Der Israelitische Lehrerbote war eine deutschsprachige jüdische Zeitschrift, die von 1873 bis 1883 im böhmischen Příbram in der Habsburgermonarchie erschienen ist. Die vom Israelitischen Lehrerverein in Böhmen herausgegebene Publikation richtete sich an die jüdische Lehrerschaft der Region. Die Redaktion diskutierte Lehrinhalte und -materialien und bot Nachrichten über Schulsystem und -betrieb sowie zum Vereinswesen in Böhmen. Im Feuilletonteil wurden Gedichte sowie Essays publiziert. Beiträge zur jüdischen Geschichte sollten zur Lehrerbildung beitragen. Im Unterschied zur zeitgenössischen jüdischen Presse vermied der Israelitische Lehrerbote die Austragung von innerjüdischen Polemiken und thematisierte auch keine antisemitischen Vorfälle. 